# Prins Joachim
Die Prins Joachim war nach der Dronning Ingrid das zweite Schiff aus der Serie der Intercityfähren. Heute trägt sie den Namen Morocco Star.

## Geschichte
Das Schiff wurde am 22. August 1979 bei der Nakskov Skibsværft A/S mit der Baunummer 223 auf Kiel gelegt. Der Stapellauf war am 25. Januar 1980. Getauft wurde die Fähre am 2. Juli 1980 auf den Namen von Joachim zu Dänemark, dem zweiten Sohn der dänischen Königin Margrethe II. Die Dänischen Staatsbahnen (DSB) übernahmen das Schiff am 10. Oktober 1980 und setzten es auf der Linie Korsør–Nyborg im Großen Belt ein. Der Heimathafen war Korsør. Ab 1997 gehörte die Prins Joachim zu Scandlines A/S und ging Ende Mai 1997 außer Dienst.
Bis November 2000 lag sie in Nakskov auf. Nach einem Umbau in Fredericia kam sie ab dem 29. März 2001 auf der Scandlines-Linie Rostock–Gedser zum Einsatz. Ab Sommer 2012 fuhr sie unter deutscher Flagge mit Heimathafen Rostock. Eigentlich war geplant, dass die Prins Joachim und ihr Schwesterschiff Kronprins Frederik schon 2012 von den neuen Hybrid-Fähren abgelöst werden sollten. Durch Komplikationen mit diesen neu geplanten Fähren wurde ihre Laufzeit auf der Strecke Rostock–Gedser bis 2016 verlängert. Im Mai 2016 endete ihr Einsatz auf dieser Route.

## Prince
Wenig später wurde sie verkauft und in Prince umbenannt (Flagge: Zypern). Nach einem Umbau in Griechenland war sie kurzzeitig für European Seaways zwischen Italien und Griechenland im Einsatz.

## Morocco Star
Ende Dezember 2016 wurde sie erneut verkauft und in Morocco Star umbenannt. Nach einem weiteren Umbau in Griechenland und Malta ist sie seit Ende März 2017 für Africa Morocco Link unter marokkanischer Flagge zwischen Tanger-Med (Marokko) und Algeciras (Spanien) im Einsatz.

## Schwesterschiffe
- Dronning Ingrid (heute Africa Mercy)
- Kronprins Frederik (heute nur noch im Güterverkehr und als Ausweichfähre für Rostock-Gedser benutzt)

## Bilder

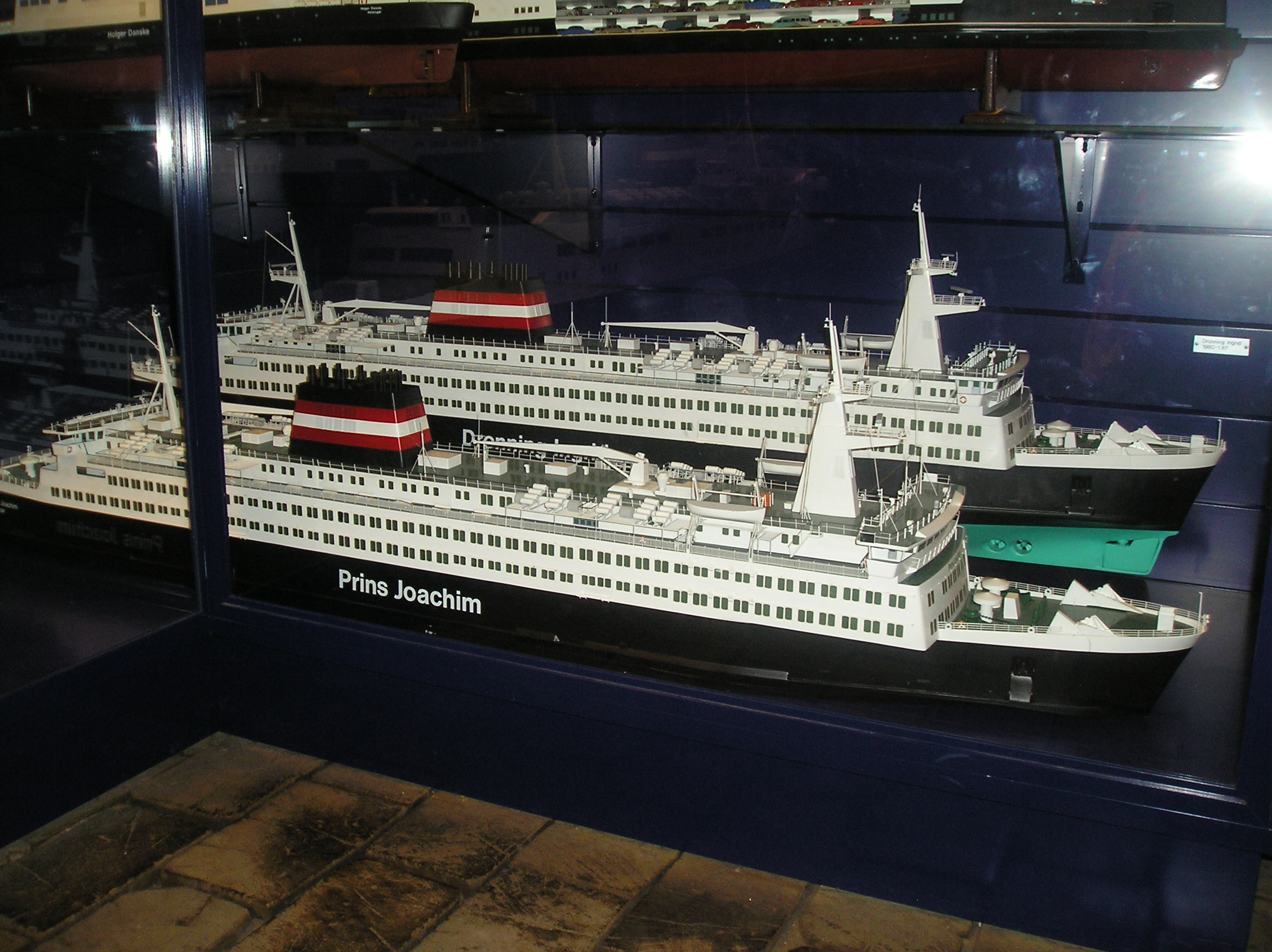
Schiffsmodell der Prins Joachim und der Dronning Ingrid
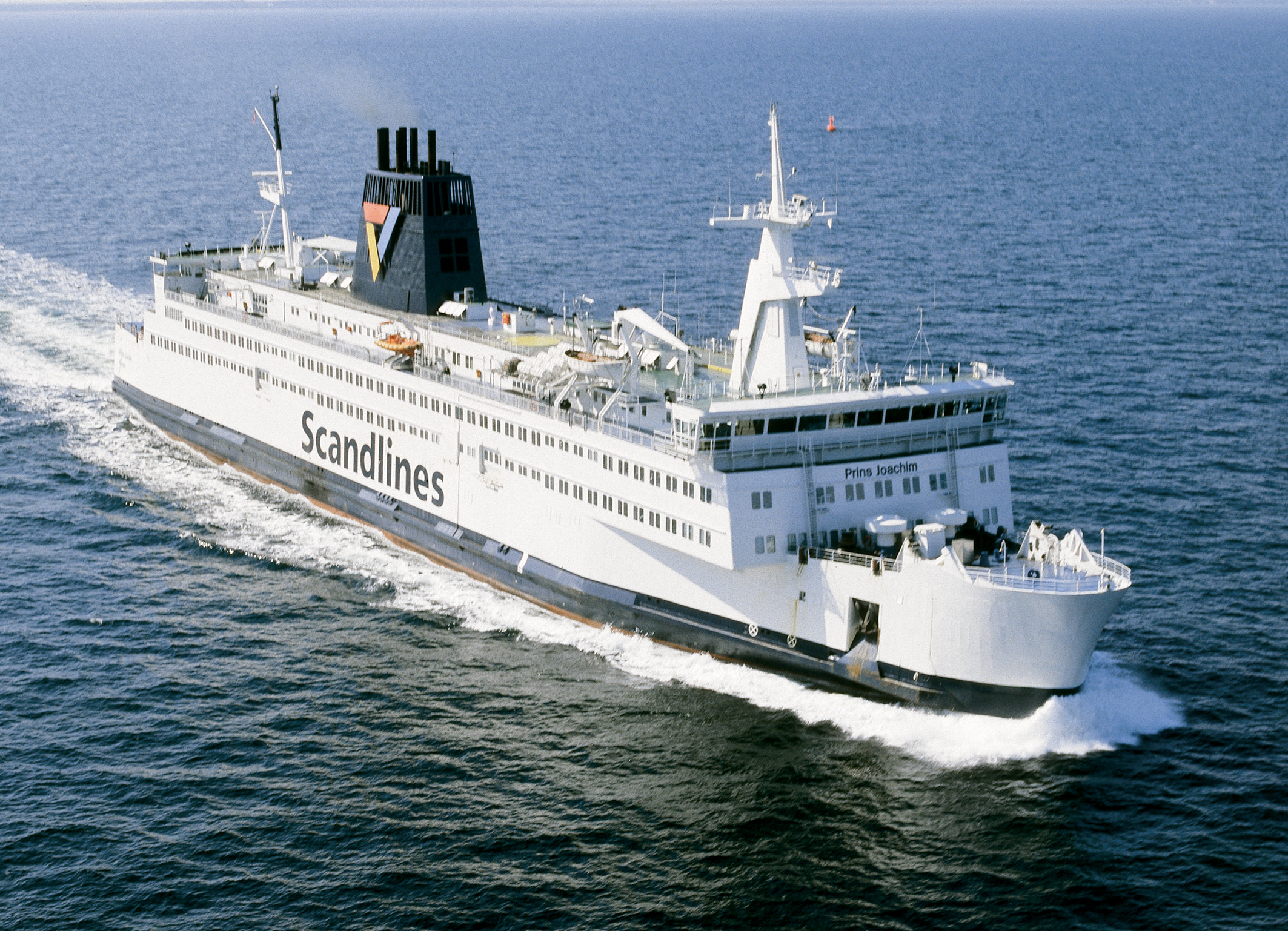
Frontansicht (2008)
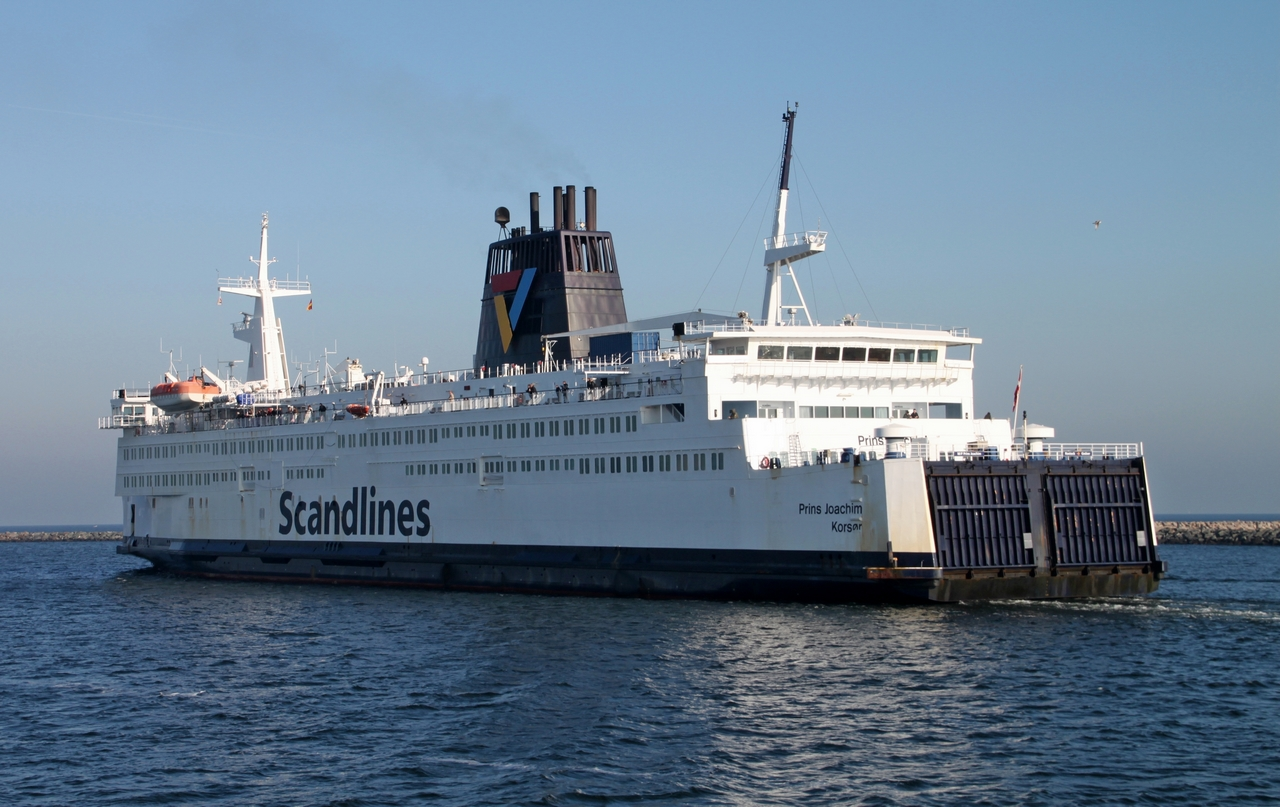
Heckansicht (2011)
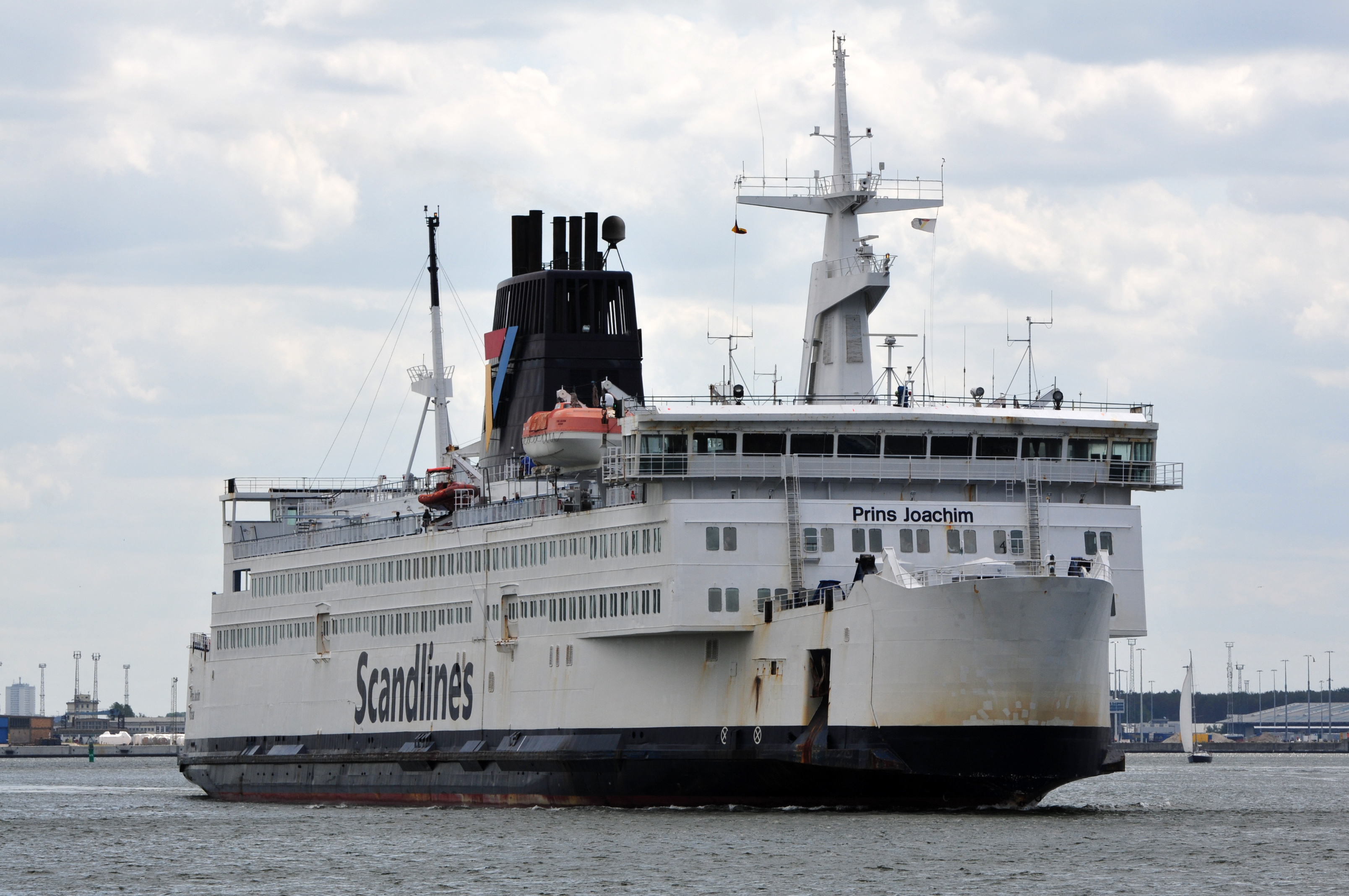
Warnemünde (2012)